# Plaza Alfonso López Pumarejo
La Plaza Alfonso López Pumarejo es un espacio público ubicado en la ciudad de Manizales, Colombia, lleva el nombre de Alfonso López Pumarejo presidente de Colombia entre 1934 - 1938 y 1942 - 1945.

## Historia

### Antecedentes
En el lugar donde se ubica la plaza, se encontraba la laguna de la ciudad, alimentada por las diferentes quebradas que bajaban de la cuchilla del cementerio o del costado sur (actualmente barrio Chipre), sirvió de recreación hasta finales del siglo XIX, cuando se procede a su desecación, con el sistema de bombeo de agua se banquearon los cerros adyacentes, se llenó parte de la laguna y los precipicios hacia el norte, donde para la misma fecha se construía el hospital, el espacio que había quedado se intentó llamar desde 1864, Plaza Zea.
En la primera década del siglo XX se construye el colegio de la Presentación y la primera capilla de los Agustinos, posteriormente con motivo de las efemérides del Centenario de la Independencia, este terreno fue adquirido por el municipio y desde 1910 se ordenó el traslado del mercado que hasta entonces había funcionado en la Plaza de Bolívar, el terreno se arregló para que el mercado funcionara desde entonces en toldos y ventorrillos, los días miércoles y sábados; también funcionó allí el Circo Heladio sobre el costado norte, posteriormente se construirían galerías para el dispendio de los productos, con cubiertas de teja metálica y comunicadas entre ellas, además de contar con luz eléctrica, agua y baños, para cuando el mercado empieza a funcionar todos los días, en 1924 el mercado empezó a operar todos los días aunque la obra aún se encontraba inconclusa; el mercado funcionó hasta 1945, cuando se decide construir, una nueva plaza de mercado, hacia el costado nororiental.
Una vez se habían demolido las galerías, en la mitad del siglo XX, se construye la sede de la alcaldía, en el centro del espacio, diseñada por el arquitecto Hernando Carvajal E. la edificación se entró a demoler el 10 de mayo del 2002, por pretexto del terremoto de 1999.